# Jan Babor (kněz)
P. Jan Babor (8. března 1762 Radomyšl - 21. listopadu 1846 Olšany u Prostějova) byl český katolický kněz a 89. rektor olomoucké univerzity.
Pocházel z Radomyšle u Strakonic a v dětství mu zemřel otec. Část dětství a gymnazijní studia strávil v Českém Krumlově. Poté studoval filozofii v Pasově, vstoupil do benediktinského řádu v Seitenstettenu a roku 1779 studoval teologii na vídeňské univerzitě. V roce 1787 z řádu vystoupil a byl vysvěcen na kněze. O dva roky později začal vyučovat biblická studia a orientální jazyky v Olomouci. V roce 1790 obhájil doktorát teologie. Roku 1794 byl zvolen 89. rektorem olomoucké univerzity. Ze zdravotních důvodů se po několika letech uchýlil na šternberskou faru. V roce 1799 byl jmenován děkanem, v roce 1804 školním dozorcem šernberského okresu. Za jeho působení ve Šternberku byl doplněn interiér farního kostela a opraveny dva filiální kostely (Babice a Těšíkov). Aby se Jan Babor mohl věnovat i vědecké práci, požádal o uvolnění na faru v Olšanech u Prostějova. Hovořil plynně německy, česky, latinsky, italsky, řecky a ovládal i hebrejštinu, chaldejštinu, arabštinu a syrštinu. Závěť sepsal 4. července 1845.